# Mr. and Mrs. Stewie
Mr. and Mrs. Stewie (titulado El Sr. y la Sra. Stewie en Hispanoamérica y Sr. y Sra. Stewie en España)es el episodio número diecinueve de la décima temporada de la serie de televisión Padre de Familia. El episodio salió al aire originalmente en la cadena FOX en los Estados Unidos el 29 de abril de 2012. En este episodio, Stewie encuentra a su pareja ideal, Penélope, y Peter y Quagmire decide tomar su amistad a un nuevo nivel después de que Lois compra camas individuales. Según Nielsen Ratings, "Mr. and Mrs. Stewie" fue visto por 5,63 millones de espectadores estadounidenses y adquirió una calificación 2.8 / 7.
El episodio tuvo la participación estelar de Cate Blanchett como Penélope.

## Argumento
En una reunión en una librería, Stewie se ve obligado acompañar a Brian en una cita con una chica universitaria. Para compensar a Stewie por mantenerse fuera toda la noche, Brian lleva a Stewie al parque donde conoce a Penélope, una chica que toma venganza en un muchacho que empuja a Stewie. Jugando juntos, Stewie descubre que comparten un amor de armamento avanzado.Cuando descubre que ella se las arregló para matar a su madre, se convierte en totalmente cautivado. Continúan pasando tiempo juntos, causando estragos por la ciudad y el mundo. Brian intenta convencerlo de que Penélope es una mala compañía cuando ve las noticias.Mientras ella quiere matar a otro maestro, Stewie se enfrenta a ella, admitiendo que Brian sugirió que se lo tome con calma. Enfurecida, Penélope extrae una promesa de Stewie para matar a Brian.Aunque duda al principio, debido a su amistad, cuando Brian comienza a escribir Stewie empieza pero duda otra vez después de varios fallos. Entonces admite a Penélope que no podía hacerlo, Penélope decide hacer la misma tarea, teniendo a Stewie para detenerla. Después de frustrar varios intentos, Stewie le dice a Brian sobre la amenaza. Penélope llega y Stewie lucha con ella. Entonces se pelean, Stewie toma la delantera en la parte superior de un camión y ella está de acuerdo en dejar a Brian solo y pelean con el camión andando por toda la ciudad. Penélope besa a Stewie, mientras le tiende una trampa y lo deja colgado en un poste de luz eléctrica, después Stewie regresa con Brian, este le agradece que le haya salvado la vida, en eso, aparece Meg, Brian le pregunta Que estaba haciendo, pero antes de que Meg pudiera contestar aparecieron los créditos del episodio.

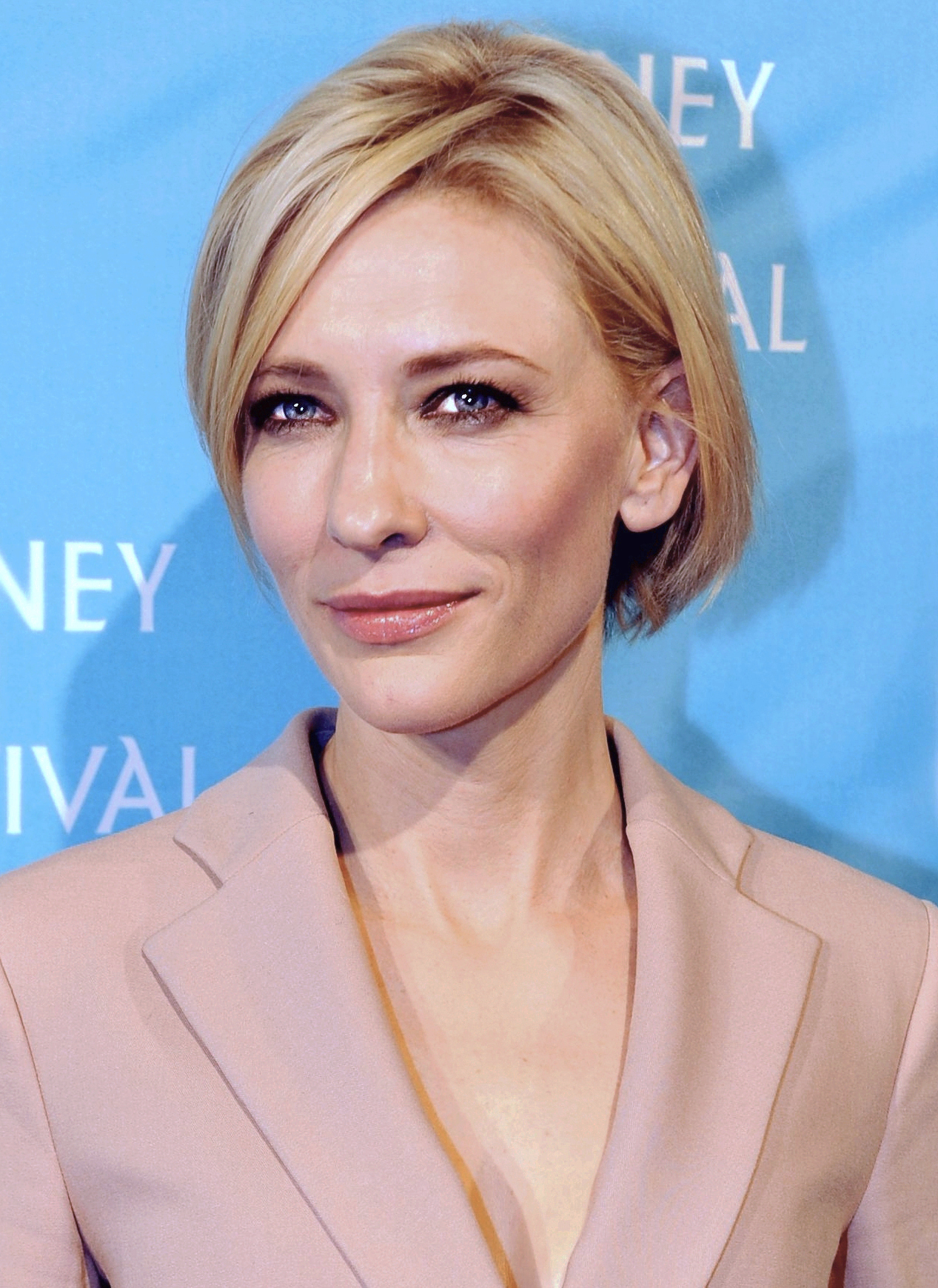
Cate Blanchett invitada especial en el episodio.

Mientras tanto, cuando Lois se cansa de ser aplastada por Peter en la cama mientras duermen, compra dos camas individuales. Incapaz de dormir solo, Peter propone a Quagmire compartir la cama y dormir juntos, a lo cual Quagmire acepta, Mientras pasa el tiempo su amistad va creciendo y Peter comienza a quedarse en la casa de Quagmire. Lois le pide a Peter volver, al admitir que lo echaba de menos y Peter, al aceptar regresar a su casa, se levanta de la cama y se ve que a Quagmire lo aplastó justo como lo había hecho con Lois.

## Producción y desarrollo
Este episodio fue escrito por Gary Janetti, quien ha estado con la serie desde su primera temporada, cuando escribió "Brian: Portrait of a Dog". Es el segundo episodio escrito por Janetti en la décima temporada desde "Stewie Goes for a Drive". El episodio fue dirigido por Joe Vaux, siendo este el primero que dirige en la serie. Este episodio aparece Cate Blanchett como Penélope.